# 欧内斯特·布洛赫
欧内斯特·布洛赫（英語：Ernest Bloch；1880年7月24日—1959年7月15日），犹太血统的瑞士裔美国作曲家，指挥家。
布洛赫的早期作品受理查·施特劳斯和德彪西影响。移居美国后，逐渐对犹太民族传统产生兴趣，并形成了具有希伯来民族特色的音乐语言。布洛赫喜好弦乐器，善于自由运用无调性和各种民族调式，其作品常具有深沉，幽远，崇高的情调。

## 生平
布洛赫1880年生于日内瓦的一个犹太家庭。早年在布鲁塞尔音乐学院从伊萨伊学习。1916年到美国，1924年入美国籍。先后在纽约，克利夫兰，旧金山等地任教。1930年回欧洲居住，1938年返回美国，定居于波特兰。

## 外部連結
- 维基共享资源上的相關多媒體資源：欧内斯特·布洛赫
- 互联网档案馆中欧内斯特·布洛赫的作品或与之相关的作品
- 欧内斯特·布洛赫的免费乐谱，由国际乐谱典藏计划提供